# Такахасі Ріе
Ріе Такахасі  (яп. 高橋 李依 Такахасі Ріе, нар. 27 лютого 1994 року, префектура Сайтама)  — японська сейю і співачка. Працює в агентстві 81 Produce. 2016 року відзначена нагородою Seiyu Awards в категорії «Найкраща акторка початківець».
Після закінчення старшої школи 2012 року Такахасі вчилася в акторській школі 81 Actor's Studio. Під час навчання вона утворила сейю-юніт під назвою Anisoni∀. 2015 року Такахасі приєдналася до Earphones, музичної групи, сформованої з трьох сейю, які працювали з нею над озвучуванням персонажів аніме-серіалу Sore ga Seiyuu!.

## Ролі

### Аніме-серіали
2013
- Tanken Driland — Хіба Нітокоматі
- Yowamushi Pedal — дівчина Хіро

2014
- Aikatsu! Idol Activity — Нагіса Цуцумі
- Cardfight!! Vanguard — Нікола
- Captain Earth — Аяна Айдзава
- Kamigami no Asobi
- Shirobako — Утіда, Сакума
- Yowamushi Pedal — диктор

2015
- Cardfight!! Vanguard — учениця старшої школи
- Comet Lucifer — Каон Ланчестер
- Gakkou Gurashi! — Мікі Наокі
- Go! Princess PreCure — учениця
- Junketsu no Maria — Дороті
- Mahou Shoujo Ririkaru Nanoha ViVid — Лінда, Юна Пуратцу
- Rampo Kitan: Game of Laplace — Кобаясі
- Sore ga Seiyuu! — Футаба Ітіносе, Корора-тян
- Yowamushi Pedal Yowamushi Pedal Grande Road — дівчина Хіро

2016
- Ange Vierge — Код Омега 00 Юфірія
- Digimon Universe: Appli Monsters — Олена Кібаясі, Юкі, Біпмон, Тютомон
- Gakusen Toshi Asterisk 2nd Season — Елліот Форстер
- Keijo!!!!!!!! — Рін Рікудо
- Kono Subarashii Sekai ni Shukufuku wo! — Мегумін
- Magi: Sinbad no Bouken — родичка Хінахохо
- Nejimaki Seirei Senki: Tenkyou no Alderamin — Нанака Дару
- Maho Girls PreCure! — Мірай Асахіна
- Re: Zero. Життя з нуля в альтернативному світі — Емілія
- Saijaku Muhai no Bahamut — Нокт Ліфлет

2017
- Akiba's Trip: The Animation — Матоме Майонака, Ураме Майонака
- Kono Subarashii Sekai ni Shukufuku wo! 2 — Мегумін
- Renai Boukun — Аква Айно

2018
- Karakai Jouzu no Takagi-san — Такагі

### Анімаційні фільми
- Kokoro ga Sakebitagatterunda. (2015) — Йоко Уно
- Eiga Precure All Stars Minna de Utau ♪ Kiseki no Mahou ! (2016) — Мірай Асахіна / Кюа Міракл
- Eiga Mahou Tsukai Precure! Kiseki no Henshin! Cure Mofurun! (2016) — Мірай Асахіна / Кюа Міракл

### OVA
- Magi: Sinbad no Bouken (2014 року) — родичка Хінахохо
- Shigatsu wa Kimi no Uso (2015) — Сецуко
- Shirobako: The Third Girls Aerial Squad Episode 1 (2015) — голос за кадром
- Kono Subarashii Sekai ni Shukufuku wo! (2016) — Мегумін

### ONA
- Monster Strike (2016) — Акане Нода

### Відеоігри
- Granblue Fantasy (2014 року) — Ерін
- Ar Nosurge (2014 року) — Таторія[6]
- Future Card Buddyfight (2015) — Юкі Тендо[7]
- Fate / Grand Order (2016) — Меш Кіріелайт
- Girls 'Frontline[en] (2016) — ОЦ-44, Еліза
- The Caligula Effect (2016) — Міфуе Сінохара
- Arknights (2019) — Nightmare, Perfumer